# Morancourt
Morancourt is een gemeente in het Franse departement Haute-Marne (regio Grand Est) en telt 119 inwoners (2004). De plaats maakt deel uit van het arrondissement Saint-Dizier.

## Geografie
De oppervlakte van Morancourt bedraagt 13,8 km², de bevolkingsdichtheid is 8,6 inwoners per km².
De onderstaande kaart toont de ligging van Morancourt met de belangrijkste infrastructuur en aangrenzende gemeenten.

## Demografie
Onderstaande figuur toont het verloop van het inwonertal (bron: INSEE-tellingen).